# Andromède XXII
Andromède XXII est une galaxie naine du Groupe local.